# ソレム (サルト県)
ソレム （Solesmes）は、フランス、ペイ・ド・ラ・ロワール地域圏、サルト県のコミューン。コミューン内には2つのベネディクト会派修道院があり、修道士たちは彼らが歌うグレゴリオ聖歌によって有名である。

## 地理
ソレムは県南西部、サブレ＝シュル＝サルト近郊にある。

## 人口統計
| 1962年 | 1968年 | 1975年 | 1982年 | 1990年 | 1999年 | 2006年 | 2011年 |
| ------ | ------ | ------ | ------ | ------ | ------ | ------ | ------ |
| 818    | 817    | 1003   | 1224   | 1277   | 1384   | 1338   | 1160   |

参照元:1999年までEHESS、2004年以降INSEE

## 史跡
- サン・ピエール・ド・ソレム修道院 - 修道院付属教会は歴史的記念物となっている。
- サント・セシル・ド・ソレム修道院

## ゆかりの人物
- ピエール・ルヴェルディ - 詩人。亡くなるまで37年間ソレムで暮らす。
- シモーヌ・ヴェイユ - 思想家。1938年、ソレム修道院で深い宗教体験を持つ。
- ツィタ・フォン・ブルボン＝パルマ - 最後のオーストリア皇后。亡くなるまでしばしばソレムに滞在した[5]。